# Jason Pominville
Jason Pominville (ur. 30 listopada 1982 w Repentigny) – amerykański hokeista, reprezentant USA.

## Kariera
- Cap-de-la-Madeleine Estacades (1997-1999)
- Shawinigan Cataractes (1999-2002)
- Rochester Americans (2002-2006)
- Buffalo Sabres (2003-2013)
  -  Adler Mannheim (2012-2013)
- Minnesota Wild (2013-2017)
- Buffalo Sabres (2017-2019)

Od 2003 zawodnik Buffalo Sabres. W lidze NHL zadebiutował 27 grudnia 2003 roku. We wrześniu 2008 roku przedłużył kontrakt z klubem o pięć lat. 10 października 2010 roku zakończył passę 335 meczów, w których grał bez przerwy od sezonu 2006-2007 (wliczając sezon zasadniczy i fazę play-off). Od sezonu NHL (2011/2012) kapitan drużyny. Od początku grudnia 2012 do stycznia 2013 na okres lokautu w sezonie NHL (2012/2013) związany kontraktem z niemieckim klubem Adler Mannheim w lidze DEL. Od kwietnia 2013 zawodnik Minnesota Wild (w toku wymiany za bramkarza Matta Hacketta, napastnika Johana Larssona i zobowiązania draftowe. Na początku października 2013 przedłużył kontrakt z klubem o pięć lat. Od czerwca 2017 ponownie zawodnik Buffalo. W zespole występował do 2019, a w 2020 zadeklarował, że nie zakończył jeszcze kariery.
Posiada dwa obywatelstwa – amerykańskie i kanadyjskie. Pomimo że urodził się w Kanadzie, w 2008 roku wybrał grę dla reprezentacji Stanów Zjednoczonych, z którą zdobył szóste miejsce na Mistrzostwach świata w 2008.

## Sukcesy
- CHL Top Prospects Game: 2001
- CHL All-Star Team: 2002
- QMJHL All-Star Team: 2002
- QMJHL Frank J. Selke Trophy: 2002
- NHL All-Star Game: 2012